# Pierre Clayette
Pierre Clayette (Paris, 24 mars 1930 - Colombes, 18 décembre 2005) est un peintre, graveur (aquafortiste et lithographe), illustrateur et scénographe français. Il vécut au 14, villa Malakoff dans le 16e arrondissement de Paris.

## Biographie
Après ses études secondaires, Pierre Clayette suit la formation de l'Académie Julian. où il a pour maître Jules Cavaillès. À sa sortie de l'académie, il est recruté par Cassandre au sein de son atelier.
«  Un peintre du rêve éveillé » : c'est en ces termes que Jean Anouilh présente Pierre Clayette à l'acteur et metteur en scène Jean Le Poulain au début des années 1960.
Les premières œuvres connues de Clayette remontent au milieu de années 1950. À partir de 1960, Pierre Clayette explore chaque année un thème, sur lequel il construit un épisode de sa création picturale. Jusqu'au début des années 1990, il exposera pratiquement sans discontinuer chaque année successivement à la Galerie Charpentier, à la Galerie Roger Dulac, à la Galerie Emmanuel David puis à la Galerie Proscenium. Parallèlement, il collabore à la revue Planète comme dessinateur, et illustre les couvertures ou le texte d'ouvrages en éditions bibliophiliques (Shakespeare, Goethe, Rimbaud, Kafka…).
C'est tout autant sa collaboration à la revue Planète, où il est illustrateur de poèmes de Victor Hugo, de nouvelles de Howard Phillips Lovecraft ou de Jorge Luis Borges (comme La ville qui vivait dans un monde), que les formes de sa peinture qui ont conduit à associer Pierre Clayette au mouvement du Réalisme fantastique. Toutefois, comme plusieurs artistes qui ont à un moment de leur carrière été associés au mouvement, tel par exemple que Pierre-Yves Trémois, la production picturale de Clayette ne s’est pas arrêtée aux thèmes propres au Réalisme fantastique. Même si l’insolite est une constante de son œuvre, celle-ci puise ses références dans de nombreux courants artistiques (Romantisme, Baroque, Symbolisme…).

## Expositions

### Expositions personnelles
- La Tour de Babel, Galerie Roger Dulac, Paris, 1961.
- La Navigation insolite, Galerie Roger Dulac, Paris, 1962.
- Faust et les sortilèges, Galerie Roger Dulac, Paris, 1963.
- Les Visiteurs imprévus, Galerie Roger Dulac, Paris, 1964.
- Le Monde végétal, Galerie Roger Dulac, Paris, 1965.
- Galerie d'Argens, Strasbourg, 1967.
- Théâtre de l'imaginaire, Galerie Emmanuel David, Paris, 1972.
- Musée Denon, Chalon-sur-Saône, 1972.
- D'autres visages, Galerie Emmanuel David, Paris, 1973.
- Perdues nues dans les labyrinthes, Galerie Emmanuel David, Paris, 1974.
- Évasions insolites, Galerie Emmanuel David, Paris, novembre-décembre 1975.
- Portraits imaginaires des héros de Richard Wagner, Festival de Bayreuth, 1975.
- Les Grandes Soirées de la Comédie Française, Galerie Proscenium, Paris, 1980.
- Galerie Osram, Munich, 1982.
- L'Opéra barocco, Galerie Proscenium, Paris, 1982.
- Clayette - Gravures, Musée Denon, Châlon-sur-Saône, décembre 1983 - janvier 1984.
- Phantasmes vénitiens, Galerie Proscenium, Paris, 1984.
- Les grandes répliques du théâtre de Victor Hugo, Galerie Proscenium, Paris, 1985.
- La Magie de Rimbaud, Galerie Proscenium, Paris, 1986.
- En toute liberté, Galerie Proscenium, Paris, avril 1987[5].
- Prédilections, Galerie Proscenium, Paris, 1988.
- Paris, Phantasme, Galerie Proscenium, Paris, 1989.
- Mozart au présent, Galerie Proscenium, Paris, 1991.
- Les Caravelles de Christophe Colomb, Galerie Proscenium, Paris, 1992 (exposition ensuite itinérante à Gênes et à Séville dans le cadre des commémorations du 500e anniversaire de l'épopée de Christophe Colomb).
- Kahn Dumousset, commissaires-priseurs à Paris, Vente de l'atelier Pierre Clayette, Hôtel Drouot, 3 juillet 2008[6].

### Expositions collectives
- L'art et la médecine vus par vingt quatre peintres - Jean Aujame, Louis Berthomme Saint-André, Yves Brayer, Philippe Cara Costea, Jean Carzou, Roger Chapelain-Midy, Michel Ciry, Pierre Clayette, Édouard Goerg, François Heaulmé, Jean Jansem, Henry de Waroquier, Gabriel Zendel..., Galerie Roger Dulac, octobre-novembre 1963.
- De Bonnard à Baselitz, dix ans d'enrichissements du cabinet des estampes, Bibliothèque nationale de France, 1992[7].

## Œuvres

### Scénographie (Décors et Costumes)
De son propre aveu, Pierre Clayette s'est intéressé au décor de théâtre avant-même d'envisager de peindre. L'influence de Cassandre est évidente chez un artiste qui fut l'un des derniers représentants de la période comprise entre les années 1920 et la fin des années 1970 au cours de laquelle les metteurs en scène du théâtre et de l'opéra ont souvent fait appel à des artistes de premier rang du monde de la peinture. À ce titre, Clayette s'inscrit dans une lignée qui compta, entre autres, André Derain, Balthus, Christian Bérard, Georges Wakhevitch, Cassandre et André Masson.
Entré dans l'univers de la scénographie en 1955 pour un ballet de Daniel Wayenberg auprès de Pierre Lacotte qui lui confia sa première réalisation de décors, Pierre Clayette s'illustra auprès de grands noms des scènes lyrique et dramatique, tels que Maurice Béjart, Pierre Lacotte, Gabriel Dussurget, Maurice Escande ou encore Jean Le Poulain, avec lequel il entretint une longue complicité jusqu'à la mort de ce dernier en 1988. Le talent de scénographe de Pierre Clayette eut l'occasion de s'exprimer sur les scènes les plus prestigieuses, telles la Comédie-Française, l'Opéra Garnier ou encore le Festival international d'art lyrique d'Aix-en-Provence.

### Créations scénographiques
| - 1955 - Solstice – Chor. Pierre Lacotte – théâtre des Champs-Élysées (Ballet) - 1958 - Juliette – Chor. Maurice Béjart – Ballet-Théâtre de Paris (Ballet) - 1958 - Le Bossu – M.e.sc. Jacques Dacqmine – théâtre de l'Apollo (Théâtre) - 1962 - La Contessa – M.e.sc. Jean Le Poulain – théâtre de Paris (Théâtre) - 1962 - La Grande Catherine - M.e.sc. Jean Le Poulain – Comédie-Française (Théâtre) - 1963 - Un Caprice – M.e.sc. Maurice Escande – Comédie-Française (Théâtre) - 1963 - Ariadne auf Naxos de Richard Strauss – Chor. Werner Duggelin – Festival d'Aix-en-Provence (Ballet) - 1964 - Zoroastre de Jean-Philippe Rameau – Chor. Michel Rayne – théâtre de l'Opéra-Comique (Ballet) - 1965 - Casse-Noisette – Chor. Michel Rayne – théâtre de l'Opéra-Comique (Ballet) - 1965 - La Calèche – M.e.sc. Jean-Pierre Grenier – théâtre Sarah-Bernhardt (Théâtre) - 1965 - Bifurcation – Chor. Pierre Lacotte – Ballets J.M.F. (Ballet) | - 1965 - La Voix – Chor. Pierre Lacotte – Ballets J.M.F. (Ballet) - 1966 - Coppélia – Chor. Michel Descombey – Opéra Garnier (Ballet) - 1966 - La Locomotive – M.e.sc. André Roussin – théâtre Marigny (Théâtre) - 1968 - Les Noces de Figaro – Chor. Jean-Laurent Cochet – Festival d'Aix-en-Provence (Ballet) - 1969 - Les Italiens à Paris – M.e.sc. Jean Le Poulain – Comédie-Française (Théâtre) - 1972 - Le noir te va si bien de Saul O'Hara (adaptation française de Jean Marsan) – M.e.sc. Jean Le Poulain – théâtre Antoine (Théâtre) - 1973 - La Débauche – M.e.sc. Jean Le Poulain –Théâtre de l'Œuvre (Théâtre) - 1973 - La Reine de Césarée – M.e.sc. Jean-Laurent Cochet – théâtre Moderne (Théâtre) - 1976 - Amphitryon 38 de Jean Giraudoux – M.e.sc. Jean-Laurent Cochet – théâtre Édouard VII (Théâtre) - 1977 - Pygmalion – M.e.sc. Raymond Gérome – théâtre de Paris (Théâtre) |

### Télévision française
- Le trésor des Hollandais, feuilleton télévisé en quatre épisodes, scénario et dialogues d'Odette Joyeux, réalisation de Philippe Agostini, chorégraphie de Michel Descombey sur une musique de Georges Auric, décors d'André François et Pierre Clayette, avec Claude Bessy, Jacques Fabbri, Jacques Dacqmine, Félix Marten et Robert Manuel, diffusé en août 1969.

### Contributions bibliophiliques
- Pierre Cuvillier, La Chine froide, illustrations de Pierre Clayette, Presses littéraires de France, 1949.
- William Shakespeare, Macbeth, seize lithographies originales de Pierre Clayette, centre trente exemplaires numérotés, Les Cent Une, Société de femmes bibliophiles, 1965.
- Johann Wolfgang von Goethe (traduction et préface de Paul Arnold, Faust, illustrations de Pierre Clayette, O.D.E.J. Presse, 1966.
- Yves Masselot, Requiem Babel - Poèmes, illustrations de Pierre Clayette, Éditions Formes et langages, Uzès, 1971.
- Roger Caillois, Songes de pierres, illustrations hors-texte de Pierre Clayette, Éditions de la Caisse des dépôts et consignations, 1984.
- Arthur Rimbaud (présentation de Cecil Arthur Hackett), Œuvres poétiques, illustrations de Pierre Clayette, Éditions d'art de l'Imprimerie nationale, 1986.
- Jean Le Poulain, Paris phantasmes, illustrations de Pierre Clayette, Éditions Grappedis, 1989.

## Réception critique
- « Clayette est un admirable constructeur, de constructions magiques. Ses tableaux sont des espèces de constructions extraordinaires, avec des couloirs, avec des porches, avec des halls, des vestibules, des escaliers, des espèces de constructions prodigieuses... J'aime beaucoup ça et je crois que c'est une chose qui va aller très loin. » - Jean Giono[12]
- « Des architectures fantastiques, des perspectives à la Piranèse, un grand décorateur de théâtre contemporain. » - Gérald Schurr[13]

## Collections publiques

### France

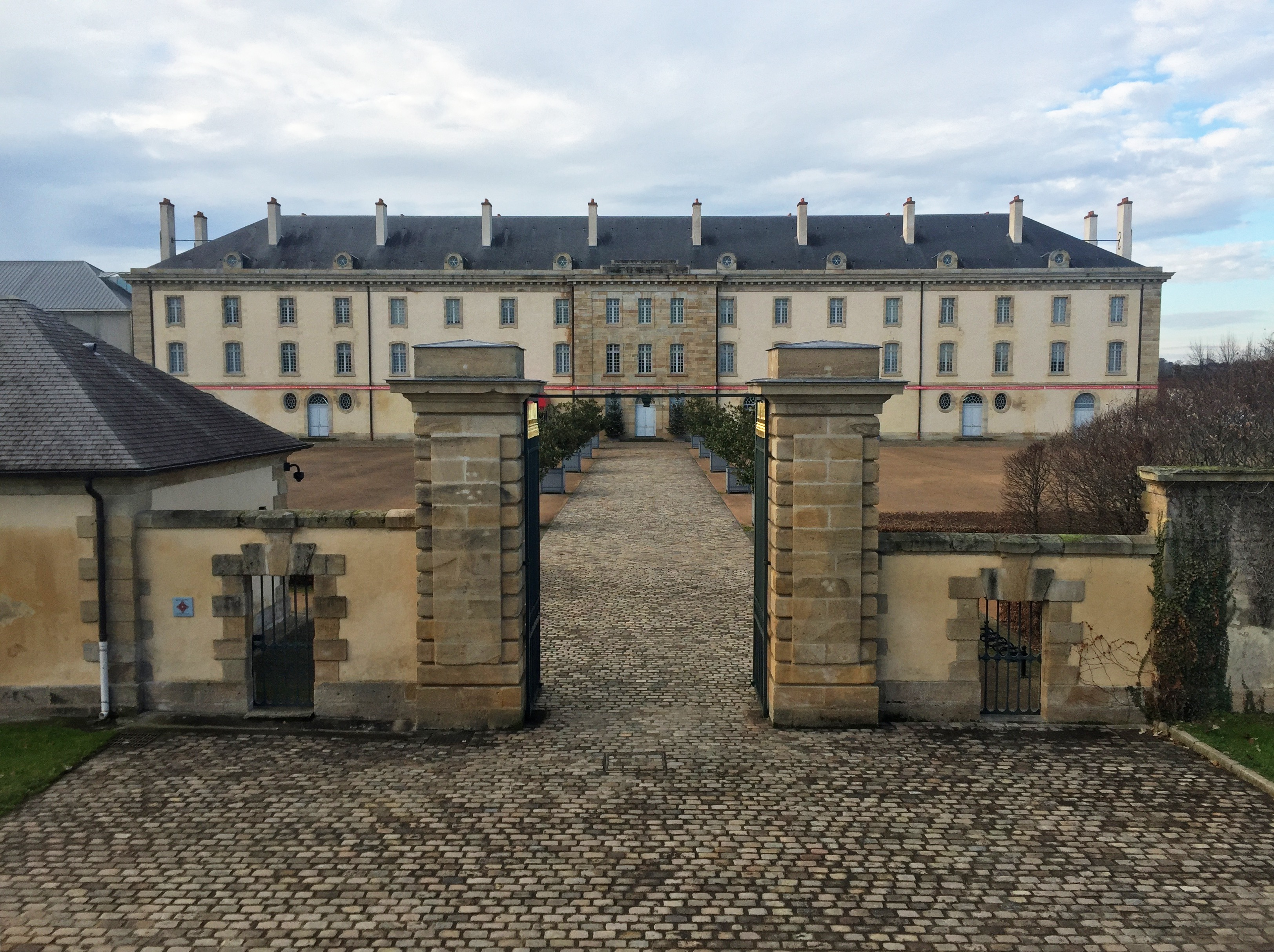
Moulins, Centre national du costume de scène

- Département des estampes et de la photographie de la Bibliothèque nationale de France, Paris, Galion du matin calme, eau-forte et aquatinte en couleurs, éditée par Lacourière-Frélaut, 1979[7].
- Bibliothèque-musée de la Comédie-Française, Paris.
- Fonds d'art contemporain - Paris Collections, Paris, Vagabond de l'irréel, huile sur toile 146x114cm, 1964[14].
- Musée d'art moderne de la ville de Paris :
  - Galion du matin calme, eau-forte 37x53cm[15] ;
  - Nef d'ambre, eau-forte et aquatinte 65,5x50cm, 1979[16].
- Musée national d'art moderne, Paris, Portrait de l'oiseau qui n'existe pas, gouache 27x21cm, 1980 (donation Claude Aveline)[17].
- Fonds national d'art contemporain, Puteaux, Villeneuve-lès-Avignon, huile sur panneau 33x52cm, 1956[18].
- Centre national du costume de scène, Moulins[19].
- Musée de Gajac, Villeneuve-sur-Lot, Espace transcendant, gravure[20].

### Italie
- Musée international des arts appliqués d'aujourd'hui (MIAAO), Turin.

## Collections particulières
- Maurice Druon de l'Académie française, Paysage fantastique - Rome, encre 45x85cm[21].
- Jean Le Poulain.